# Pi Studios
Pi Studios a fost o companie care a dezvoltat jocuri video. A fost fondată în 2002 de Robert Erwin, John Faulkenbury, Rob Heironimus, Dan Kramer și Peter Mack. Compania a avut sediul în Houston, Texas.

## Jocuri dezvoltate
- Bonk: Brink of Extinction (anulat)
- Bomberman Live: Battlefest (2010)
- Quake Arena Arcade (Xbox Live Arcade) (2010)
- The Beatles: Rock Band (Wii) (2009)
- Wolfenstein (2009)
- Call of Duty: World at War (2008)
- Rock Band 2 (PlayStation 2) (2008)
- Rock Band 2 (Wii) (2008)
- Mercenaries 2: World in Flames (PlayStation 2) (2008)
- Rock Band (Wii) (2008)
- Rock Band (PlayStation 2) (2007)
- Halo 2 (Microsoft Windows) (2007)
- Call of Duty 3 (2006)
- Call of Duty 2: Big Red One (2005)
- Call of Duty: United Offensive (2004)